# Klas Robert Sandel
Klas Robert Sandel, född 9 oktober 1766 i Stockholm, död 30 oktober 1820 på Vira bruk, Stockholms län, var en kapten i amiralitetet och tecknare.
Han var son till assistenten i justitiekollegium Clas Gustaf Sandel och Lovisa Fittie. Sandel tjänstgjorde i både handelsflottan och örlogsflottan där han utnämndes till fänrik 1791. Han blev löjtnant 1801 och kapten vid amiralitetet 1817 och slutade sin tjänst som chef för 1:a Roslags båtsmanskompani. I unga år studerade Sandel vid Konstakademien och var vid sidan av sitt yrke verksam som tecknare. 